# Álvaro Domecq Díez
Pour les articles homonymes, voir Diez.
Álvaro Domecq Díez (ou Álvaro Domecq y Díez), couramment appelé Álvaro Domecq, né à Jerez de la Frontera (Espagne, province de Cadix) le 1er juin 1917, mort à Cordoue, dans sa propriété de Los Alburejos le 5 octobre 2005, était un rejoneador espagnol. Il est aussi le fondateur de la Ganadería Torrestrella. Il a contribué à réveiller l’intérêt du public pour la corrida de rejón, délaissée après Antonio Cañero au profit de la corrida à pied. Il a également été maire de Jerez de 1952 à 1957 et président de la Députation de Cadix de 1957 à 1967.

## Présentation
Don Álvaro était le troisième fils du célèbre éleveur Pedro Domecq. Il commença à paraître en public en 1942, essentiellement dans des courses de bienfaisance. Il lui arrivait de mettre pied à terre pour tuer les taureaux à l’épée, mais le plus souvent, il laissait ce soin à des novilleros.
Excellent muletero, il était aussi le seul cavalier espagnol qui ait pratiqué le toreo à cheval avec autant de classicisme que les cavaliers portugais.
Fondateur d’une dynastie de rejoneadors, il a mené une très brillante carrière jalonnée par les succès. En 1946, la blessure d’un de ses chevaux, Cartucho, par le taureau Gallardo l’a profondément affecté.
Après avoir abandonné le ruedo en 1950 pour se consacrer à son élevage, il est revenu devant son public en 1965 pour la dernière corrida de son fils Álvaro Domecq Romero. Don Álvaro Domecq Díez était un aristocrate de grande classe  [non neutre]  .
Il est aussi l’auteur d’un ouvrage sur la ganadería Torrestrella, et plus généralement sur la vie des taureaux en liberté dans le campo, et l’élevage de taureaux braves. Son livre a été traduit en français par François Zumbiehl, attaché et conseiller culturel à Madrid de 1975 à 1982, puis conseiller culturel à l’ambassade de France au Venezuela.
En 1999, il reçoit la Médaille d'or du mérite des beaux-arts par le Ministère de l'Éducation, de la Culture et des Sports.